# Johann Felber
Johann Felber (1747 – 29. března 1813, Prachatice) byl německý purkmistr Prachatic v letech 1801–1803.
Johann Felber se vyučil mydlářem a až do své svatby s českou partnerkou žil ve svém rodném domě v Neumannově ulici v centru Prachatic. Později se přestěhoval do domu na Velkém náměstí. V roce 1801 byl zvolen purkmistrem města. Ve funkci však setrval pouze do roku 1803.
Spáchal sebevraždu skokem z budovy Staré radnice. Jeho akt sebevraždy byl uznán nakonec za poblouznění a mohl tak mít církevní pohřeb.